# ماريو باور تنس
ماريو باور تنس (بالإنجليزية: Mario Power Tennis)‏ هي لعبة فيديو رياضية على النينتندو جيم كيوب. تجتمع في هذه اللعبة 14 شخصية معروفة من امتياز ماريو وهي تتمتع بميزات خاصة. لدى كل شخصية قدرتان خارقتان، يمكنها استخدام القدرة الأولى في حالة الهجوم والأخرى في حالة الدفاع أي عند مواجهتها لمواقف صعبة وكلما تقدم اللاعب في مراحل اللعبة كلما ازدادت صعوبة هذه المواقف. يضفي اللعب بقبضات المحاورة التفاعلية على اللعبة كثيراً من الإثارة والمرح والمتعة. تتيح اللعبة إمكانات كثيرة ومتعددة للاعب في استقبال الكرات وإرسالها وهي تحتوى على عدة مستويات للعب لتتناسب مع إمكانية كل لاعب ومهارته، كما تتيح له فرصة اختيار طبيعة أرض الملعب ومكانه بين الأماكن المختلفة التي تقترحها ألعاب الـ نينتندو. توجد بالإضافة إلى المباريات الرسمية ألعاب ثانوية لممتعة ومثيرة. يمكن اللعب بهذه اللعبة مع الأصدقاء مما يضمن تمضية وقت مليء بالمرح والتسلية والإثارة.

## وصلات خارجية
- Mario Power Tennis at Super Mario Wiki